# Sunsu
Sunsu (済慶) é um kata de caratê criado pelo mestre Tatsuo Shimabuku, do estilo isshin-ryu. A forma, seu conjunto de técnicas, é uma composição de outros sete katas e de técnicas de outros mestres, que se mostraram adequadas ao espírito da arte marcial, aparecendo inclusive uma sequência que parece ter saído da série pinan.
Era uma projecto pessoal do mestre Shimabuku, bem como era praticado apenas como um kata pessoal e de seu dojô, até a criação formal do estilo.